# Incidente de Tampico

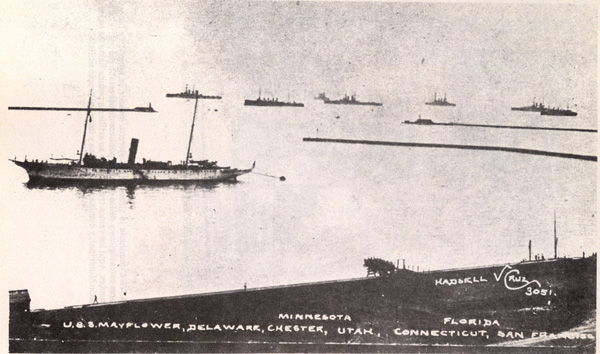
A frota dos Estados Unidos em Veracruz, 1914.

O Incidente de Tampico começou como um pequeno incidente envolvendo marinheiros dos Estados Unidos e forças mexicanas leais ao general Victoriano Huerta durante a guerra de las facciones, fase da Revolução Mexicana. O mal-entendido ocorreu em 9 de abril de 1914, mas seria sucedido pela deterioração das relações diplomáticas entre os dois países, bem como a ocupação da cidade portuária de Veracruz por mais de seis meses. Isso contribuiu para a queda do presidente Victoriano Huerta, que renunciou em julho de 1914.
Em meio à Revolução Mexicana, o chefe de Estado de facto Victoriano Huerta lutava para manter seu poder e o território dos ataques de Emiliano Zapata no sul e o rápido avanço da oposição constitucionalista de Venustiano Carranza ao norte. A 26 de março de 1914, as forças de Carranza estavam a dez milhas (15 km) da cidade petrolífera de Tampico, Tamaulipas. Havia uma concentração considerável de cidadãos norte-americanos na área devido ao imenso investimento de empresas dos Estados Unidos na indústria de petróleo local. A canhoneira USS Dolphin comandada pelo contra-almirante Henry T. Mayo instalou-se na região com a expectativa de proteger os cidadãos americanos e suas propriedades.
Em 9 de abril, vários marinheiros desarmados da tripulação do USS Dolphin , ancorados no porto de Tampico, foram presos após atracarem em uma área restrita e ficarem detidos por uma hora e meia. O presidente dos Estados Unidos, Woodrow Wilson, exige uma salva de tiros de 21 armas à bandeira dos Estados Unidos como um pedido de desculpas. O pedido de desculpas foi feito, mas o presidente Huerta recusou a saudação.